# Atherina boyeri
Atherina boyeri là một loài cá trong họ Atherinidae. Loài này được tìm thấy ở Albania, Algérie, Bulgaria, Croatia, Cộng hòa Síp, Ai Cập, Pháp, Hy Lạp, Israel, Ý, Liban, Libya, Malta, Maroc, România, Serbia và Montenegro, Slovenia, Tây Ban Nha, Syria, Tunisia, Thổ Nhĩ Kỳ và Turkmenistan.

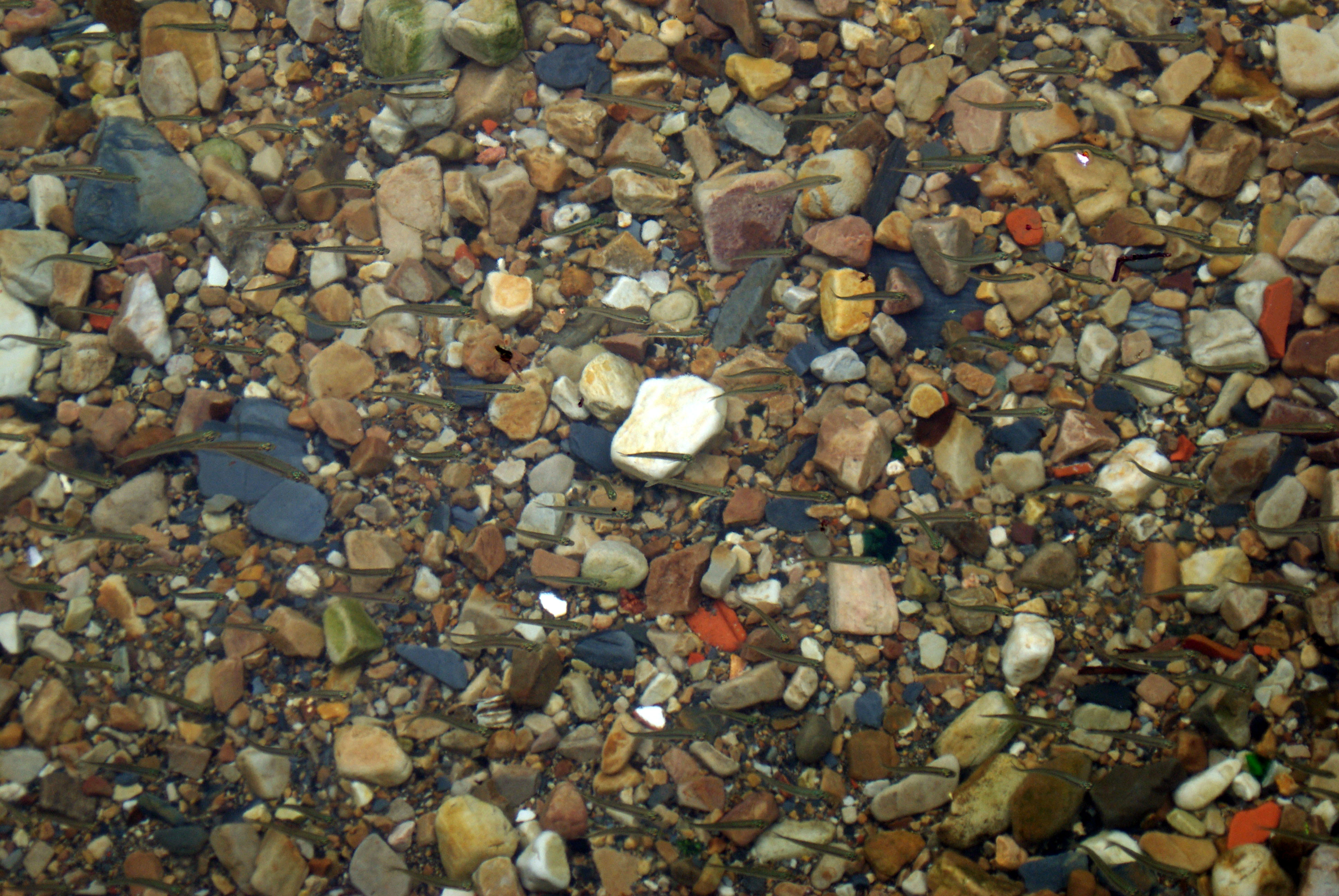
Một đàn Atherina boyeri

## Ẩm thực
Cá này được dân xứ Catalan và Occita rán lên để ăn. Người ta phủ một lớp bột mì mỏng lên nó rồi cho vào dầu ô liu nóng.

## Hình ảnh

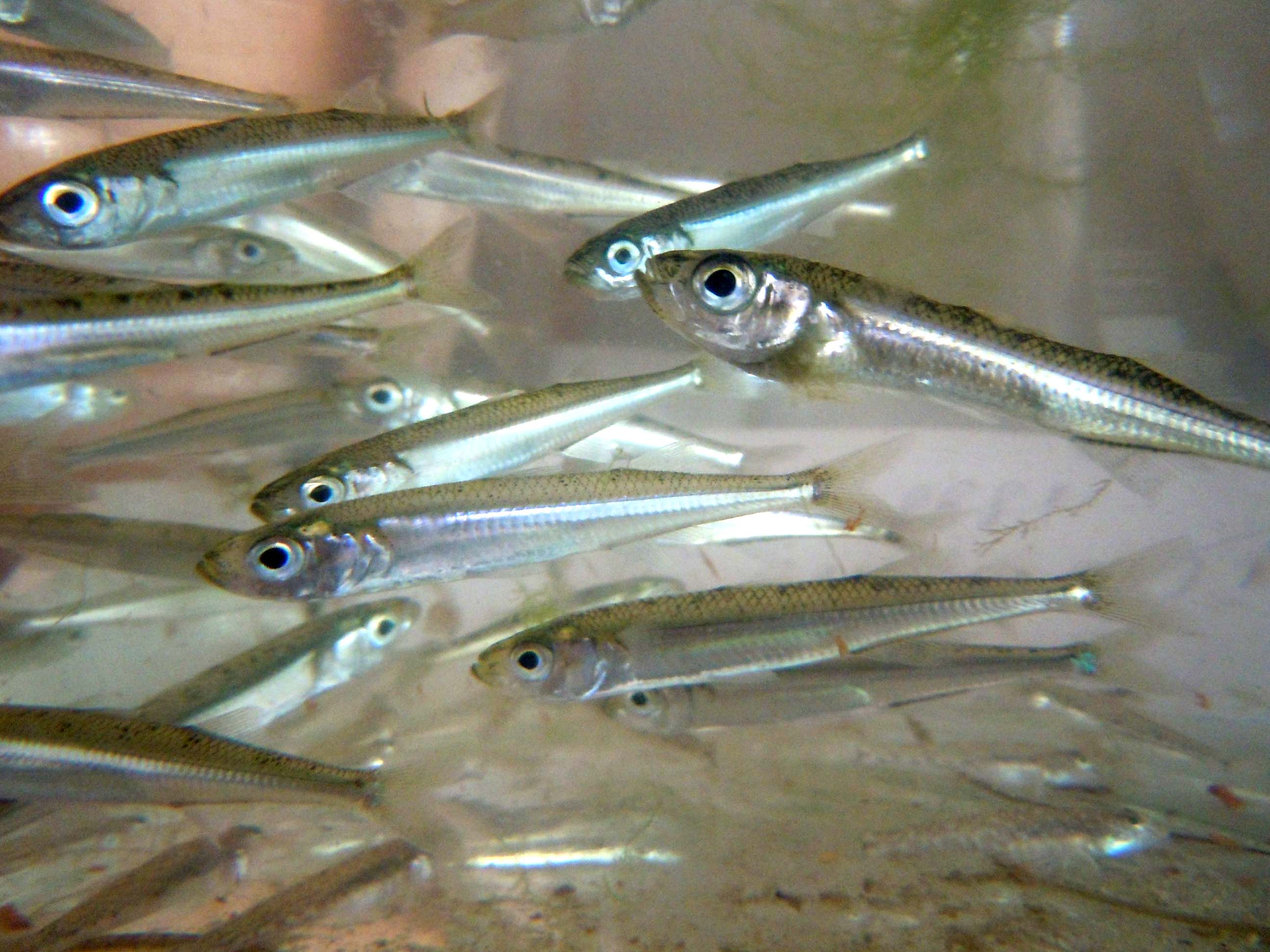
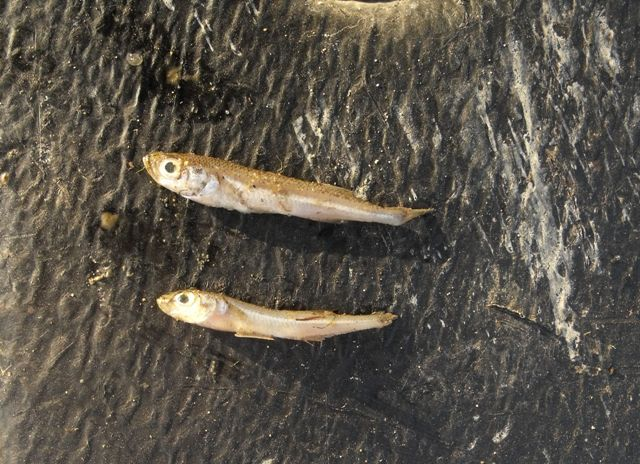
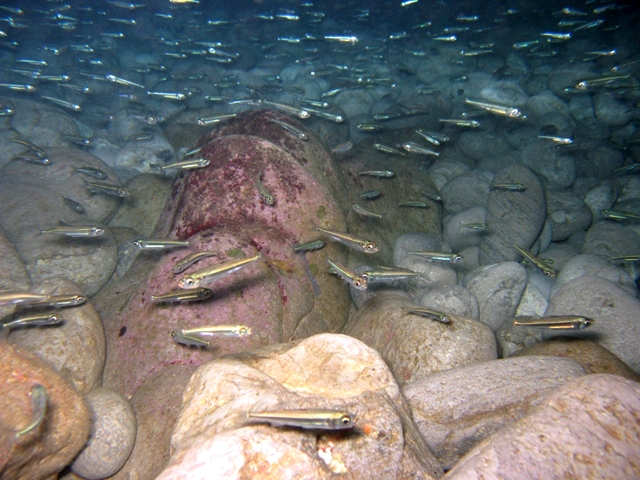
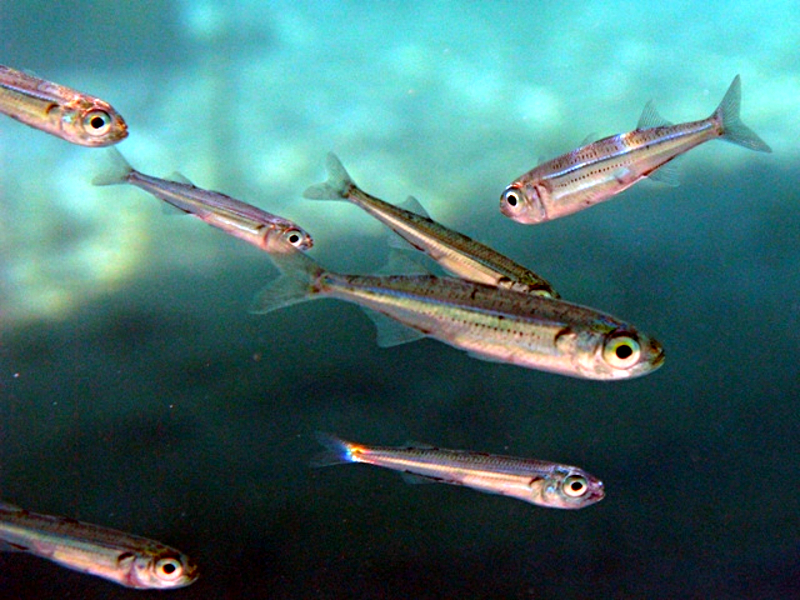